# Arik Benado
Ariel Arik Benado (ur. 12 maja 1973 w Hajfie), izraelski piłkarz grający na pozycji środkowego obrońcy. Syn Shlomo Benado, piłkarza Maccabi Haifa w latach 70.

## Kariera
Ariel Benado jest wychowankiem Maccabi Hajfa, w którym przechodził wszystkie szczeble młodzieżowe od wieku dziewięciu lat. Jego piętnastoletnią grę w pierwszej drużynie Maccabi przerwało dwuletnie wypożyczenie do Beitaru Jerozolima celem nabrania doświadczenia.
Z Maccabi zwyciężył pięć mistrzostw kraju oraz 2 krajowe puchary. Benado przez ostatnie 13 lat był także ważnym członkiem kadry Izraela - jego 95 występów stanowi dotąd niepobity rekord. Jego atuty to nieustępliwość oraz dobra gra głową, ponadto jest mocnym punktem defensywy Beitaru.
Ma za sobą występy w Lidze Mistrzów z zespołem z Hajfy. Przed sezonem 2006/2007 został zakupiony przez Beitar Jerozolima, gdzie gra do dziś.

## Sukcesy
- Mistrzostwo Izraela (8 razy)
  - 1993/1994, 2000/01, 2001/02, 2003/04, 2004/05, 2005/06, 2006/2007, 2007/2008
- Puchar Izraela (8 razy)
  - 1993, 1998, 2008.